# Julius Roman
Anders Julius Roman (i riksdagen kallad Roman i Skanderåsen), född den 23 maj 1843 i Arvika landsförsamling, Värmlands län, död den 30 november 1921 i Stockholm, var en svensk jurist och politiker.
Roman blev student vid Uppsala universitet 1862 och avlade examen till rättegångsverken 1869. Han blev extra ordinarie notarie i Svea hovrätt 1870 och vice häradshövding 1872. Roman var tillförordnad domhavande något över sju år och häradshövding i Härjedalens domsaga 1878–1912. Som riksdagsman var han ledamot av första kammaren 1888–1896, invald i Jämtlands läns valkrets. Roman var även landstingsman.